# Karel Egon II. z Fürstenbergu

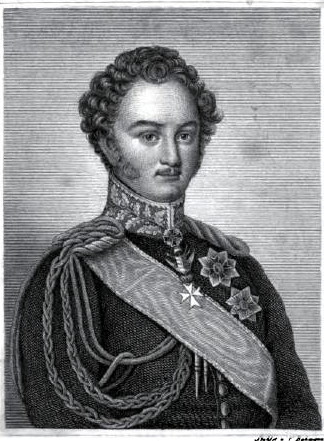
Kníže Karel Egon II. z Fürstenberka kolem roku 1831

Karel Egon II. kníže z Fürstenbergu, či též Fürstenberka (německy Karl Egon II. Fürst zu Fürstenberg; 28. října 1796 Praha – 22. října 1854 Bad Ischl) byl první místopředseda První komory Bádenského stavovského shromáždění a tento úřad zastával po 33 let v letech 1819 až 1852. V letech 1804 až 1806 byl posledním panovníkem samostatného Fürstenberského knížectví, přičemž kvůli nezletilosti jím byl v opatrovnictví.

## Karel Egon II. zFürstenbergu
Karel Egon II. kníže z Fürstenberka se narodil v Praze 28. října 1796 jako jediný syn knížete Karla Aloise (1760–1799) a jeho manželky Marie Alžběty, rozené z Thurn-Taxisu (1767–1822). Své jméno dostal na počest svého děda Karla Egona I.
Brzy po smrti otce v roce 1799, zemřel v prosinci téhož roku také jeho bratranec Karel Gabriel, dědic české linie rodu se sídlem na Křivoklátě, ve věku pouhých 14 let. S jeho strýcem Karlem Jáchymem, posledním mužským potomkem švábské říšské knížecí linie roku 1804 vymřela, a Karel Egon se tak stal jediným dědicem téměř všech fürstenberských panství, která následně spojil. Jediná moravská linie rodu Fürstenberků se dále vyvíjela vlastní cestou.
Roku 1804 převzala jeho matka společně se vzdáleným strýcem z moravské linie, lankrabětem Jáchymem Egonem, poručnickou správu za tehdy sedmiletého Karla Egona. Faktickým regentem byl však knížecí nadlesní Joseph von Laßberg, jenž byl s vdovou po knížeti spřízněn nemanželským potomkem.

## Rodina
Karel Egon II. se oženil 19. dubna 1818 v Karlsruhe s princeznou Amálií Kristýnou Bádenskou, která se narodila z morganatického sňatku jako baronka Amálie z Hochbergu 26. ledna 1795 v Karlsruhe velkovévodovi Karlu Fridrichovi Bádenskému (1728–1811) a jeho druhé manželce Luise Karolíně Geyerové z Geyersbergu, hraběnce z Hochbergu (1767–1820). Amálie manžela přežila, zemřela 14. září 1869 Karlsruhe.
Narodilo se jim sedm dětí: 
- 1. Marie Alžběta (15. 3. 1819 Donaueschingen – 9. 4. 1897 Donaueschingen)
- 2. Karel Egon III. (4. 3. 1820 Donaueschingen – 15. 3. 1892 Paříž), 6. kníže z Fürstenbergu (1854–1892)
  - ∞ (4. 11. 1844 Greitz) Alžběta Henrieta z Reuss-Greitzu (22. 3. 1824 Paříž – 7. 5. 1861 Berlín)
- 3. Marie Amálie (12. 2. 1821 Donaueschingen – 17. 1. 1899 Rauden)
  - ∞ (19. 4 1845 Donaueschingen) Viktor I. z Hohenlohe-Schillingsfürstu (10. 2. 1818 Langenburg – 30. 1. 1893 Rauden), vévoda ratibořský
- 4. Maxmilián Egon I. (29. 3. 1822 Donaueschingen – 27. 7. 1873 Lány)
  - ∞ (23. 5. 1860 Vídeň) Leontýna Antonie z Khevenhüller-Metsch (25. 2. 1843 Vídeň – 9. 8. 1914 Strobl, pohřbena ve Stroblu)
- 5. Marie Henrieta (16. 7. 1823 – 19. 9. 1834 Vídeň)
- 6. Emil Egon (12. 9. 1825 Donaueschingen – 15. 5. 1899 Leontýn, pohřben v Nižboru)
  - ∞ (31. 5. 1875) Leontýna z Khevenhüller-Metsche, vdova po Maxmiliánu Egonovi I. – viz výše
- 7. Paulína Vilemína (11. 6. 1829 Donaueschingen – 9. 8. 1900 Sławięcice / Slawentzitz)
  - ∞ (15. 4. 1847 Donaueschingen) Hugo z Hohenlohe-Oehringenu (27. 5. 1816 Stuttgart – 23. 8. 1897 Sławięcice / Slawentzitz)